# Fortaleza (arquitectura)

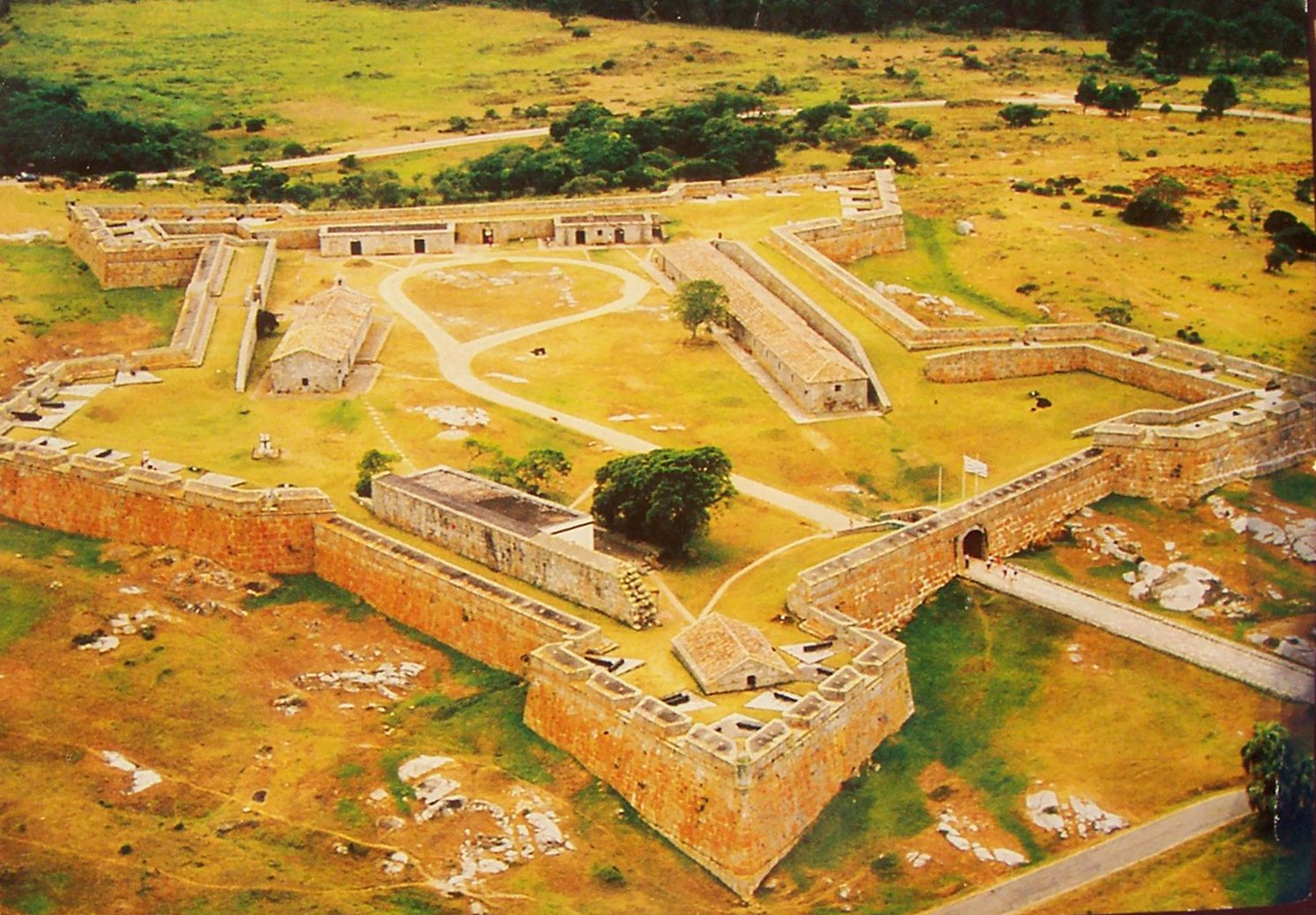
Fortaleza de Santa Teresa, Uruguay.

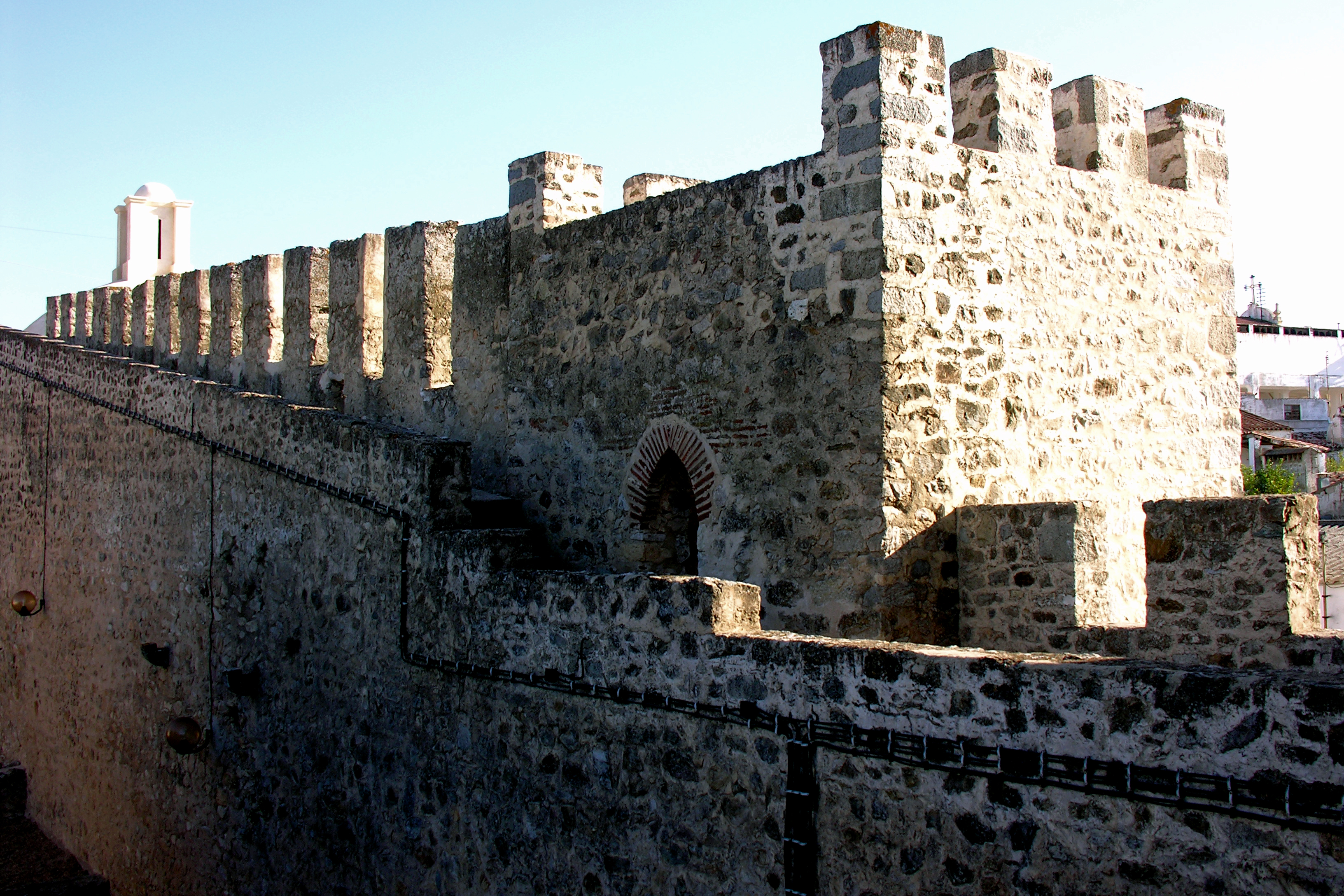
Recinto abaluartado de Elvas. El mayor sistema fortificado-abaluartado del mundo.

Se llama fortaleza a todo punto fortificado capaz de contener la guarnición conveniente y desde el cual puede ser defendida una plaza, una puerta, un río o lugar importante.
En el lenguaje militar, se suele llamar a la fortaleza plaza, sin duda tomándolo del francés, donde también se usa la palabra place en este mismo sentido. Sin embargo, si allí es disculpable el uso de dicha palabra, porque place significa, además de plaza, lugar o punto, en español no lo es del mismo modo: en la lengua española hay que añadir necesariamente el calificativo: así, se dice plaza de armas, plaza fuerte, plaza de guerra, plaza fortificada. Una gran parte de los escritores ha usado la expresión fortaleza aplicándola a las grandes ciudades fortificadas, al paso que los ingenieros militares han reducido su significación llamando con preferencia fortalezas a las ciudades pequeñas fortificadas o a los fuertes aislados.

## Historia
Las fortalezas tienen un origen muy antiguo y recuerdos bien notables en la historia. El Capitolio que coronaba Roma no era más que una fortaleza: y aquella fortaleza era el emblema de la fuerza que dominaba al mundo entero. Los campamentos de los emperadores romanos eran, según se dice, verdaderas fortalezas. Cartago, según Apiano, y Marsella y Bourges, según Julio César, eran unas admirables fortalezas. Los romanos y los bárbaros, cada cual a su vez, fueron aumentando estos medios de defensa consistiendo en fortalezas los circos y los teatros. Alejandría defendida por César; Side, en el Asia Menor; Orange y Nimes nos ofrecen excelentes testimonios de esta verdad.

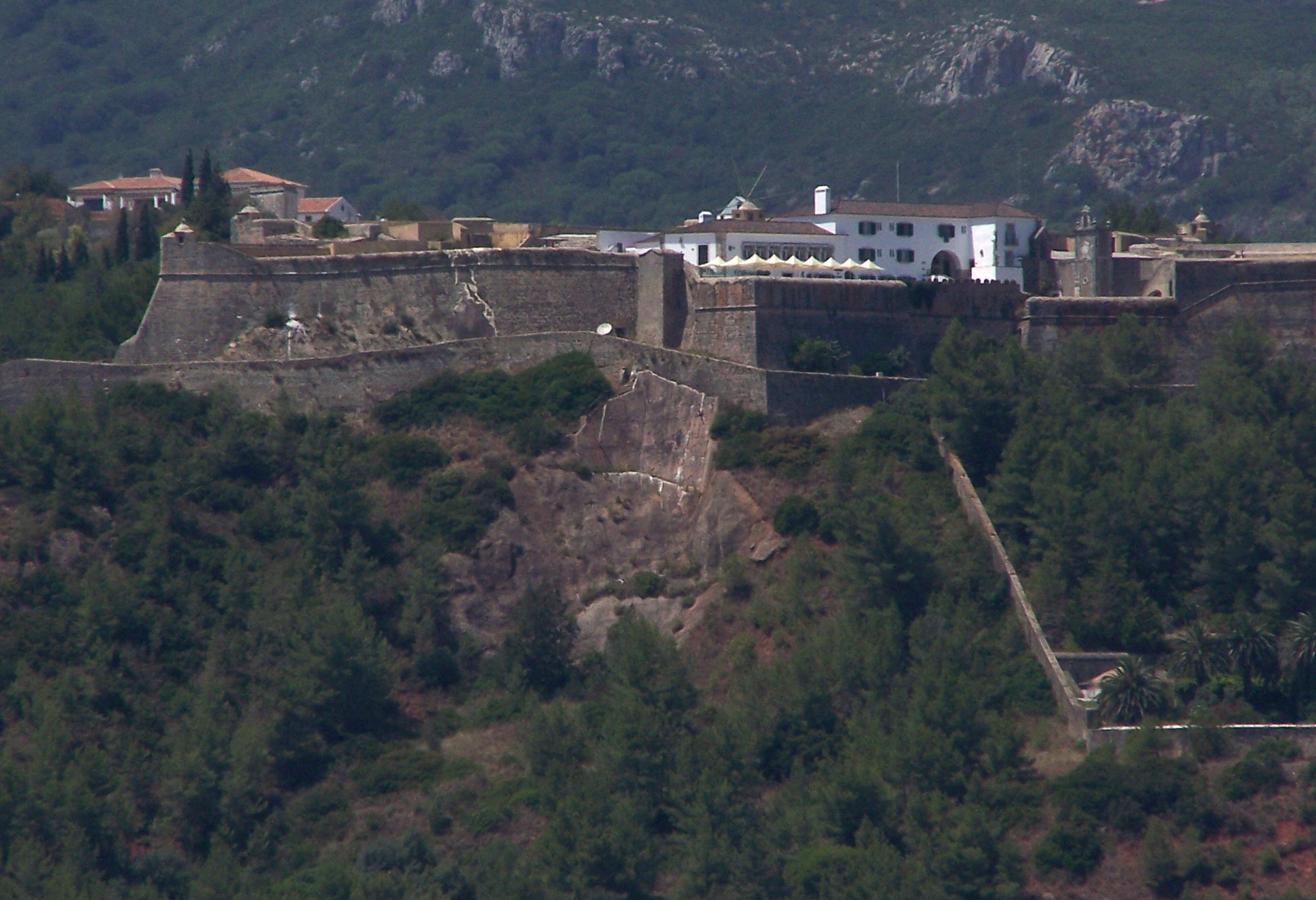
Fortaleza de San Felipe en Setúbal

En la antigua Europa, los francos, pueblo de soldados acampados, nación de devastadores, extraña por mucho tiempo al arte de fortificar, no dominaron la Galia sino después de haber arrasado las numerosas fortificaciones de que estaba sembrada. Carlomagno, imitador de su padre, destruía con una mano los fuertes que los señores franceses querían levantar contra él y con otra arrasaba los que servían de baluartes a los sajones. Las irrupciones normandas obligaron a la nobleza francesa a llenar sus dominios de fortalezas, y después de la salida de esos bandidos del Norte o durante los armisticios, vienen a ser el abrigo de nuevas legiones de devastadores. Los parajes más elevados se escogían de ordinario para erigir estas fortalezas, y de aquí los nombres que han quedado a algunas ciudades, como Rochefort y otras. 

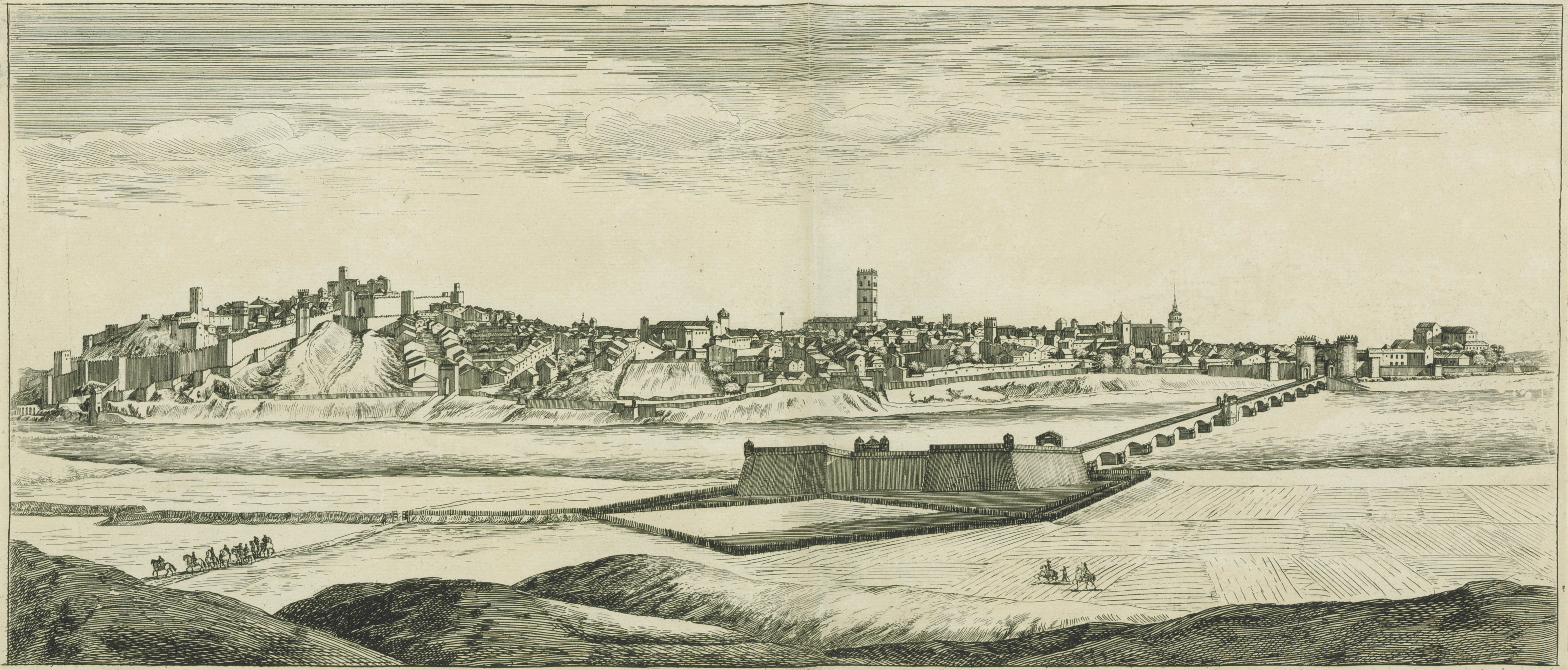
Dibujo de la ciudad fortificada de Badajoz (mediados del siglo XVII). Murallas de la Alcazaba en el margen izquierdo. Hornabeque de la Cabeza del Puente de Palmas en primer plano. Muralla medieval,
Catedral y Puerta de Palmas al fondo.

En un tiempo en que el arte y la administración estaban tan poco adelantadas, las plazas apenas podían tomarse de otro modo que por circunvalación o asedio. Pero, a falta de víveres y de tiempo, la guerra no consistía sino en hacer estragos alrededor de la muralla del paraje fortificado. Cuando los grandes condestables empezaron por su propio interés a restablecer el poder supremo a que por tan largo tiempo habían combatido el feudalismo y sus fortalezas, opusieron a estos las fortalezas del poder real.

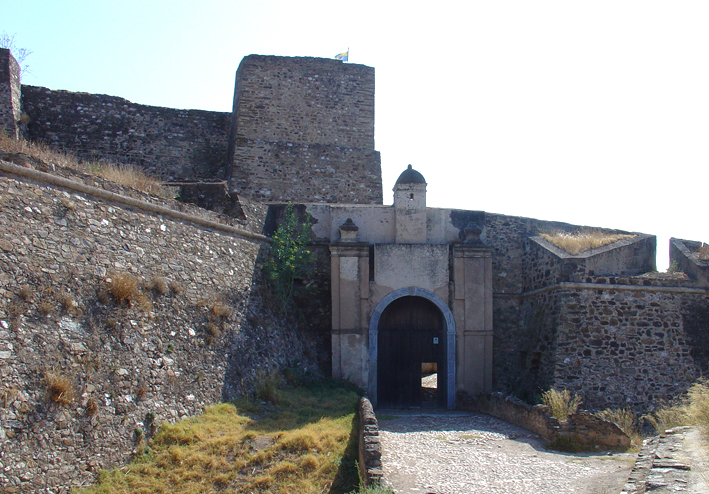
Fortaleza de Juromenha

La pólvora hizo bien inútiles esas residencias feudales sin abastecimientos ni artillería y cuyo sistema de fortificación era un verdadero contrasentido. Desde la elevación en que se encontraban, las murallas descendieron hasta enterrarse: las buhardas se convirtieron bien pronto en un inconveniente en vez de servir de recurso; los parapetos se transformaron en cortinas; las torrecillas y torreones se redujeron a bastiones; las almenas fueron reemplazadas por baterías y las cunetas y tinas fueron sustituidas por un ancho foso.
Con el tiempo, las fortalezas señoriales se arruinaron o quedaron desiertas. En otro tiempo, el poder real y el señorial podían encastillarse cuando mejor les parecía porque la fortaleza era una especie de propiedad particular de que cada cual usaba a su antojo, empleándola como instrumento y medio de guerra, pero a fines del siglo XVIII las fortalezas pasaron de manos del poder real al dominio de la legislación, y esta fue una de las primeras y más importantes restricciones que se pusieron al poder de los monarcas.
La utilidad que en ciertos casos han traído las fortalezas es increíble. En ellas ha consistido el que una nación o una comarca entera no cayese en poder de otra nación extraña o de un ejército enemigo.